# Star Ocean
Star Ocean är en serie science fantasy-rollspel som utvecklats av det japanska företaget tri-Ace och publicerat av Square Enix (tidigare Enix).

## Spel
- Star Ocean (1996) (Super Famicom)
- Star Ocean: The Second Story (1998) (Playstation)
- Star Ocean: Blue Sphere (2001) (Game Boy Color)
- Star Ocean: Till the End of Time (2003) (Playstation 2, Playstation 4)
- Star Ocean: First Departure (2007) (Playstation Portable)
- Star Ocean: Second Evolution (2008) (Playstation Portable, Playstation 3, Playstation Vita, Playstation 4)
- Star Ocean: The Last Hope (2009) (Xbox 360, Playstation 3, Playstation 4, Windows)
- Star Ocean: Integrity and Faithlessness (2016) (Playstation 3, Playstation 4)
- Star Ocean: Anamnesis (2016) (Android, iOS)
- Star Ocean: First Departure R (2019) (Nintendo Switch, Playstation 4)
- Star Ocean: The Divine Force (2022) (Playstation 4, Playstation 5, Windows, Xbox One, Xbox Series X/S)
- Star Ocean: The Second Story R (2023) (Nintendo Switch, Playstation 4, Playstation 5, Windows)